# Morze Litorynowe

Morze Litorynowe 5000 lat p.n.e.

Morze Litorynowe – czwarta faza rozwoju Bałtyku; po niej morze to przybrało dzisiejszy wygląd i charakter. Powstało około 8,5 tys. lat temu gdy poziom wód podniósł się wtedy na tyle, że dotychczasowe Jezioro Ancylusowe uzyskało ponownie połączenie z Morzem Północnym, stając się znów akwenem morskim. Napływ wód oceanicznych spowodował wzrost zasolenia i rozwój fauny słonowodnej. Jednym z typowych jej przedstawicieli był ślimak pobrzeżka (Littorina littorea), od którego morze wzięło swą nazwę. W rezultacie tej kolejnej transgresji Morze Litorynowe zwiększyło swą powierzchnię, czego dowodem są do dziś obecne na jego dnie zalane wówczas doliny i torfowiska. Temperatura u południowych brzegów Bałtyku była o 2–3 °C wyższa od dzisiejszej, był to najcieplejszy okres w historii Bałtyku. Linia brzegowa była silnie rozwinięta; współczesny kształt Morza Bałtyckiego jest wypadkową kształtu ówczesnego i zmian abrazyjnych, które dokonały się do dziś. Około 4 tysięcy lat temu, cieśniny duńskie uległy znacznemu przewężeniu w wyniku wynoszenia się odciążonej z lądolodu skorupy ziemskiej, ograniczając tym samym dopływ wód słonych z Morza Północnego. Zasolenie wód się wyraźnie zmniejszyło; takim słonawym akwenem morskim jest Bałtyk do dziś. Około roku 1000 n.e. na łodziach wikińskich zawleczony został do Bałtyku z Ameryki Północnej małż Mya arenaria od którego pochodzi nazwa obecnego stadium rozwoju Bałtyku.